# Barão de Santiago de Lordelo
Barão de Santiago de Lordelo foi um título nobiliárquico criado por Decreto de 11 de Julho de 1852, da rainha D. Maria II de Portugal, a favor de José Machado de Abreu, professor da Universidade de Coimbra, de que foi reitor.
Titulares
1. José Machado de Abreu, 1º barão de Santiago de Lordelo.